# Dalilah (Bauchtänzerin)

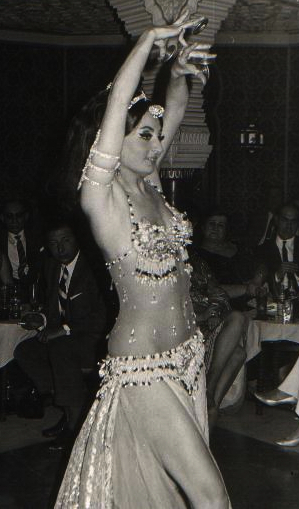
Dalilah, wohl 1950er-1960er-Jahre.

Adelaida Angulo Agramunt, Künstlername Dalilah, arabisch دليلة, auch Delia Turina, geboren am 7. August 1936 in Madrid, gest. am 17. September 2001, war eine spanische Bauchtänzerin. In Ägypten und Spanien wurde bzw. wird sie als Königin des Orientalischen Tanzes (la reina de la danza oriental) bezeichnet.

## Frühes Leben
Agramunt wurde 1936 in Madrid geboren. Ihr Vater war der bekannte Maler und Bildhauer Pedro Gross. Agramunt begann in früher Kindheit Tanzen zu lernen. Sie lernte etwa Ballett, klassischen spanischen Tanz, Bolero-Tanz und Flamenco. Als Tänzerin ging Agramunt 1954 schließlich in den Nahen Osten.

## Karriere als Bauchtänzerin im Nahen Osten
Agramunts Karriere als Bauchtänzerin begann 1954 in einem Kabarett in Beirut, wo sie zunächst als spanische Tänzerin arbeitete. Eines Abends wurde sie gebeten eine Bauchtänzerin zu vertreten, wobei der von ihr überzeugte Besitzer sie ermutigte als Bauchtänzerin weiterzuarbeiten. Bald schaffte es Agramunt auf die Titelseiten von Zeitschriften und Zeitungen, die sie mit der berühmten orientalischen Tänzerin, Samia Gamal, verglichen. Von der Presse erhielt sie auch ihren Künstlernamen Dalilah und widmete sich fortan primär dem Orientalischen Tanz.
1959 wurde Dalilah zusammen mit Nagwa Fuad zur Tänzerin des Jahres ernannt und für die festliche Eröffnung des Nile Hilton in Kairo ausgewählt. In der ägyptischen Presse wurde sie als Königin des orientalischen Tanzes bezeichnet. Sie tanzte auch vor hohen Staats- und Regierungschefs, darunter der iranische Schah Reza Pahlavi und seine Gattin Soraya, König Hussain von Jordanien, der ägyptische König Faruq I., Präsident Gamal Abd al-Nasser, König Faisal von Saudi-Arabien und der König von Bahrain (wohl Salman bin Hamad Al Khalifa, reg. bis 1961). Protegiert wurde Dalilah von ihrer berühmten Kollegin Tahiyya Kariokka.
Dalilahs Erfolg blieb auch in Europa und in Nordamerika nicht unbemerkt und sie begann mit einem eigenen Tanzensemble eine große Tournee durch Europa, darunter Frankreich, England, Belgien, Italien, Portugal, die Schweiz, Deutschland, Schweden, Norwegen und Finnland.
Nach ihrer Europatournee kehrte Dalilah nach Beirut zurück, wo sie im Hotel Phoenicia und im Casino du Liban auftrat. Dort lernte sie ihren späteren Ehemann Paul King kennen, einen beliebten Sänger aus London. Als im Nahen Osten Krieg ausbrach, zog das Paar vorübergehend nach Mexiko.

## Bauchtanz-Lehrerin in den USA
1974 ließ Agramunt sich in Las Vegas nieder und eröffnete eine Akademie für Orientalischen Tanz sowie ein Fachgeschäft für entsprechende Tanzkleidung. Die nächsten zehn Jahre lehrte Agramunt fortan Orientalischen Tanz in den USA, der sich in dieser Zeit zum Frauen-Trendsport entwickelte. In dieser Zeit arbeitete Agramunt mit dem ägyptischen Choreografen Mahmud Reda zusammen; darunter in einer Fernsehsendung, wo sie Bauchtanztechniken unterrichtete. Die beiden gaben zudem Workshops und Seminare, zu denen sich tausende Teilnehmerinnen einfanden.
Zwischen 1977 und 1978 organisierte Dalilah in Zusammenarbeit mit dem ägyptischen Kulturministerium das Projekt „Belly Dancers Dream Come True“, bei denen sich um Reisen nach Ägypten handelte, bei denen die Teilnehmerinnen unter anderem bekannten Tänzerinnen wie Tahiyya Kariokka, Samia Gamal, Suhair Zaki, Fifi Abdou und Nagwa Fuad begegneten. Diese Touren erregten große mediale Aufmerksamkeit und wurden in den USA von der ABC-Sendung 20/20 ausgestrahlt.

## Spätere Jahre
1983 kehrte das Paar nach Madrid zurück, wo sich Agramunt eine Zeitlang vom Orientalischen Tanz zurückzog. Nach der Franco-Diktatur hatte sich der Bauchtanz langsam angefangen in Spanien zu entwickeln. Im Jahr 2000 kehrte sie ins Rampenlicht zurück, um Meisterklassen zu unterrichten, Filme zu choreografieren, professionelle Tänzer zu coachen und in der Show Arabesque aufzutreten. Im September 2001 verstarb sie nach langer Krankheit.

## Rezeption
In Spanien wird Agramunt oft als la reina de la danza oriental (Die Königin des Orientalischen Tanzes) bezeichnet.

## Filmographie
- 1952: Los ojos dejan huellas (Spielfilm, Spanien)
- 1952: Doña Francisquita (Spielfilm, Spanien)
- 1953: La alegre caravana (Spielfilm, Spanien)
- 1955: Alexander the Great (Spielfilm, USA)
- 1957: Keyf Ansak (Ägypten)
- 1959: Dalilah Show (Fernsehsendung, Libanon)
- 1959: Shoo Shoo Show Special (Fernsehsendung, Libanon)
- 1959: Soutak (Libanon)
- 1963: Caterina Valenti Show (Fernsehsendung, Finnland)
- 1972: Siempre en Domingo (Fernsehsendung, Mexiko)
- 1976: Mike Douglas Show (Fernsehsendung, USA)
- 1977: Jerry Lewis Telethon (Fernsehsendung, USA)
- 1977: ABC 20/20 Show (Fernsehsendung, USA)
- 2001: Juana la Loca (Spielfilm, Spanien)
- 2001: Mundo Mundial. Canal Gran Vía (Fernsehsendung, Spanien)
- 2001: Tele5 Nosolomúsica (Fernsehsendung, Spanien)